# 龙斯贝格
龙斯贝格是德国巴伐利亚州的一个市镇。总面积16.53平方公里，总人口1631人，其中男性847人，女性784人（2011年12月31日），人口密度99人/平方公里。